# François Macquard
François Macquard, parfois orthographié Macquart, né le 18 octobre 1738 à Haumont-lès-Lachaussée en Lorraine et mort le 29 novembre 1801 à La Chaussée, près de Vigneulles-lès-Hattonchâtel dans la Meuse, est un général de division de la Révolution française qui s'est illustré à l'armée d'Italie de 1792 à 1797.

## Biographie

### Carrière dans l'armée royale
François Macquard naît le 18 octobre 1738 dans la petite commune lorraine de Haumont-lès-Lachaussée. Il est le fils de Jean Macquard et de Magdeleine d'Alençon. Son biographe Jean-Pierre Mangin souligne que « bien que roturier, il était issu d'un milieu assez aisé puisque son père n'exerça jamais d'autre profession que celle de propriétaire ». Engagé dans l'armée comme fantassin au régiment d'infanterie de Touraine le 19 septembre 1755, il participe à la guerre de Sept Ans au cours de laquelle il est blessé à de nombreuses reprises, par exemple à la bataille de Crefeld le 22 juin 1758 puis quatre fois à la bataille de Minden le 1er août 1759. 
Retiré du service en 1761, il ne tarde pas à retourner sous les drapeaux en rejoignant la cavalerie dans le régiment des Dragons du Roi le 1er mars 1762. Il est alors successivement promu brigadier en 1763, maréchal des logis le 8 juin 1765, fourrier le 4 septembre 1770, adjudant sous-officier en 1776, porte-guidon le 30 mai 1782 et enfin sous-lieutenant le 5 juin 1785. Le 14 mars 1790, alors que la Révolution française a déjà éclaté, il est nommé lieutenant de son régiment et se voit remettre, le 18 mars de l'année suivante, la croix de chevalier de l'ordre de Saint-Louis.

### Général de la Révolution française
Macquard devient capitaine du 18e régiment de dragons (ex-régiment de dragons du Roi) le 20 juin 1792. Le 20 décembre suivant, il est élu lieutenant-colonel du 1er bataillon de volontaires de l'Hérault. Affecté la même année à l'armée d'Italie, il est nommé adjudant-général chef de brigade le 16 septembre 1793, puis général de brigade le 8 janvier 1794. Quelques semaines plus tard, le 25 février, il est fait général de division à titre provisoire. Alors que ses troupes forment le centre de l'armée, il contribue, en conjonction avec Masséna, à la prise de Saorge le 27 avril et à l'occupation du col de Tende le 8 mai de la même année, ouvrant aux Français les portes du Piémont.
Confirmé dans son grade de divisionnaire le 28 janvier 1795, Macquard reçoit le commandement de la 3e division de l'armée d'Italie en mars de l'année suivante, avec quartier général à Breil. À la même époque, un nouveau général en chef est dépêché sur place en la personne de Napoléon Bonaparte : la division Macquard, forte de 3 700 hommes répartis en deux brigades sous les généraux Jean-Antoine David et Claude Dallemagne, stationne alors au col de Tende avec la division du général Garnier,. Il prend part à la campagne de Bonaparte en Italie, même si, lors de la première phase des opérations qui culmine à la bataille de Montenotte, sa division n'est pas engagée ; lui-même est fait commandant de la place de Coni le 28 avril 1796. 
La brigade Dallemagne est finalement expédiée en première ligne sur ordre de Bonaparte et la division Macquard figure parmi les unités présentes au siège de Mantoue, au mois de juillet. Le général commande ainsi les 2 700 fantassins de la réserve lorsque les Autrichiens tentent pour la troisième fois de mettre fin au blocus de la ville. Il conserve ce poste au cours de la seconde bataille de Bassano (en) le 6 novembre. Enfin, il joue un rôle lors de la bataille d'Arcole en occupant Vérone avec 3 000 soldats et en immobilisant sur place l'avant-garde autrichienne du général Josef Alvinczy.
Réformé le 7 décembre 1796, le général Macquard est brièvement commandant à Tortone et Alexandrie à compter du 13 décembre avant de prendre définitivement sa retraite le 1er février 1797. Il meurt le 29 novembre 1801 à La Chaussée, près de Vigneulles-lès-Hattonchâtel, où il résidait depuis son départ de l'armée.

## Personnalité

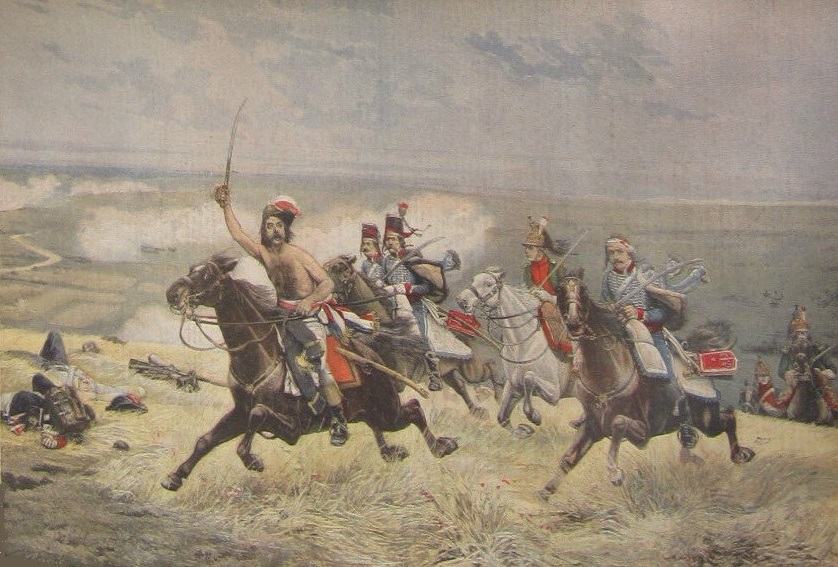
Le général Macquard chargeant torse nu à la tête de ses troupes, tel qu'illustré par le peintre Eugène Chaperon en 1895. Cette vision, conforme au témoignage de Marbot, est toutefois fortement remise en cause par des historiens tels que Félix Bouvier qui la qualifie d'« inconcevable caricature ».

Mesurant 1,73 m, Macquard est décrit en 1786 comme un individu aux cheveux noirs et aux yeux gris, au visage rond et plein et marqué physiquement par la petite vérole. Dans une note du 14 août 1796 adressée au Directoire, Napoléon Bonaparte écrit à son propos : « brave homme ; pas de talents ; vif ». L'historien Félix Bouvier, auteur d'un ouvrage consacré à la première campagne d'Italie, souligne que Macquard, sans être un officier exceptionnel, s'est plusieurs fois distingué par ses succès à l'armée d'Italie et jouit de l'estime de ses supérieurs, notamment du général Dumerbion qui estime que « cet officier général est excellent patriote et a toutes les qualités d'un vrai soldat républicain ». Bouvier formule le jugement suivant :

« [Macquard] n'était peut-être pas un grand général. C'était, en tout état de cause, un homme brave et un brave homme, qui avait dignement et vigoureusement fait son devoir pendant sa longue et pénible carrière, y récoltant trois blessures, sans jamais se couvrir du ridicule qu'on ne lui a cependant pas épargné après sa mort. »

Bouvier fait ici ouvertement référence aux Mémoires du général Marbot, dans lesquels Macquard est dépeint comme étant un « soldat de fortune », qui représentait « le véritable type de ces officiers créés par le hasard et par leur courage, et qui, tout en déployant des valeurs très réelles devant l'ennemi, n'en étaient pas moins incapables, par leur manque d'instruction, d'occuper des postes élevés ». Marbot raconte que, pour charger l'ennemi à cheval, Macquard, doté d'une puissante constitution, se déshabillait jusqu'à la ceinture, découvrant un torse et des bras particulièrement velus, et qu'il se ruait sur ses ennemis « en jurant comme un païen » et en « poussant des hurlements affreux », ce qui provoquait la fuite des ennemis qui ne savaient plus trop « s'ils avaient affaire à un homme ou à quelque animal féroce extraordinaire ».
Cette description du général est vivement contestée par les historiens qui se sont penchés sur la carrière de Macquard. Ainsi, pour Jean-Pierre Mangin, « le pittoresque de l'image faite de Macquard [par Marbot] ne peut rivaliser qu'avec son inexactitude ». Félix Bouvier démonte également avec minutie le récit de Marbot, qu'il qualifie d'« inconcevable caricature » et dans lequel il relève de nombreuses erreurs factuelles, ainsi que l'impossibilité pour le célèbre mémorialiste d'avoir pu réellement connaître Macquard dont la carrière s'est achevée trois ans avant le commencement de la sienne.